# Schalstein (Bau)

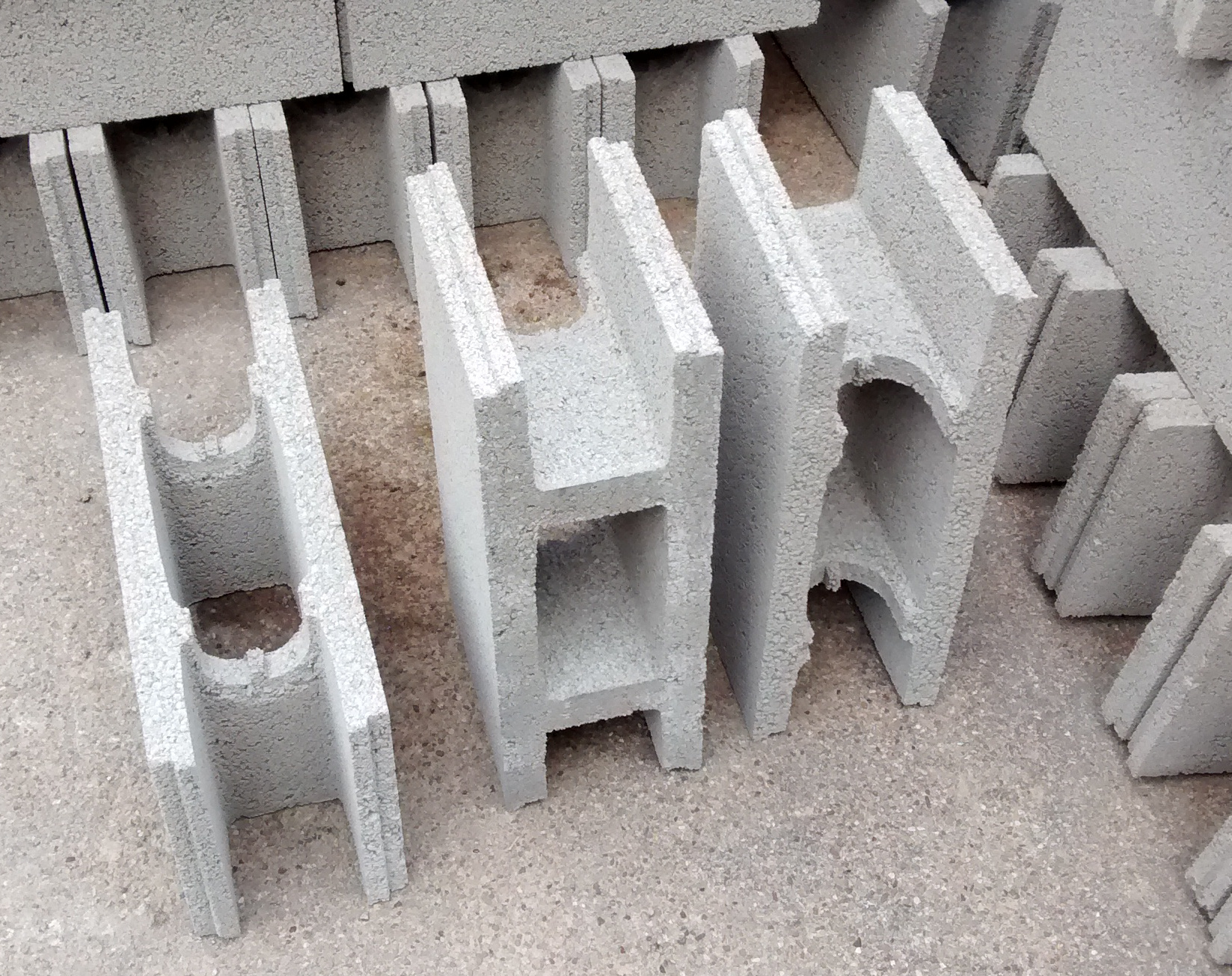
Schalsteine 50×22×17,5 cm

Im Bauwesen bezeichnet man als Schalstein oder Schalungsstein einen künstlichen Stein, der im Inneren eine oder mehrere waagerechte Öffnungen für Baustahl und senkrechte Luftkammern enthält. Die aus solchen Steinen aufgesetzte Wand wird nachträglich mit Beton verfüllt.
Schalsteine werden meist aus Normalbeton oder Leichtbeton hergestellt. Es gibt aber auch Schalsteine, die aus Dämmstoffen wie Polystyrol hergestellt werden. Dies sind also nur der Form, nicht der Substanz nach „Steine“. Solche Isolierschalsteine werden zum Beispiel dazu benutzt, um Schwimmbecken zu bauen. Mit den leichten Schalungssteinen aus Polystyrol-Hartschaum lassen sich aber auch sehr gute Dämmwerte erzielen, womit Gebäude sogar Passivhausniveau erreichen können.
Übliche Höhen sind 17,5 cm, 20 cm bis 25 cm, übliche Breiten 10 cm, 15 cm, 20 cm, 24 cm, 25 cm, 30 cm, 40 cm, in Deutschland 17,5 cm, 20 cm, 24 cm, 30 cm, 36,5 cm, 42,5 cm, 49 cm. Je Quadratmeter Mauerfläche werden je nach Breite ca. 67 bis 278 Liter Beton benötigt.

## Einsatz
Schalsteine als System der verlorenen Schalung werden trocken verlegt (nicht vermörtelt) oft für die Ausführung von stabilen Kellermauern eingesetzt. Damit vermeidet man die aufwendige Ausführung einer Schalung, die zum Betonieren normalerweise benötigt wird, ebenso wie das Verbauen der sehr schweren Fundamentsteine.
Ein weiteres Einsatzgebiet sind erdbebengefährdete Gebiete, in denen der durch Mörtel zwischen normalen Steinen erreichte Verbund nicht ausreichend erscheint. Gerne werden damit auch Terrassen und Böschungen gesichert.
Auf den Philippinen sind Schalsteine die übliche Bauweise.